# Heuchera woodsiaphila
Heuchera woodsiaphila är en stenbräckeväxtart som beskrevs av P.J.Alexander. Heuchera woodsiaphila ingår i släktet alunrötter, och familjen stenbräckeväxter. Inga underarter finns listade i Catalogue of Life.